# Samboal
Samboal ist ein Ort und eine Gemeinde (municipio) mit 461 Einwohnern (Stand: 2024) in der Provinz Segovia in der Autonomen Gemeinschaft Kastilien-León in Zentralspanien.

## Lage und Klima
Der Ort Samboal liegt in der weitgehend ebenen Agrarlandschaft der kastilischen Meseta etwa auf halbem Wege zwischen den Städten Valladolid und Segovia in einer Höhe von ca. 790 m. Nächstgrößere Stadt ist das ca. 20 km nordöstlich gelegene Cuéllar. Das Klima ist gemäßigt bis warm; der eher spärliche Regen (ca. 410 mm/Jahr) fällt mit Ausnahme der trockenen Sommermonate übers Jahr verteilt.

## Bevölkerungsentwicklung
| Jahr      | 1857 | 1900 | 1950 | 2000 | 2017 |
| Einwohner | 489  | 646  | 794  | 590  | 469  |

Die Mechanisierung der Landwirtschaft, die Aufgabe bäuerlicher Kleinbetriebe und der daraus resultierende Verlust an Arbeitsplätzen auf dem Lande haben seit der Mitte des 20. Jahrhunderts zu einem kontinuierlichen Rückgang der Bevölkerungszahl geführt. Zur Gemeinde gehört auch der im Jahr 1970 eingemeindete Weiler (pedania) Narros de Cuéllar mit etwa 150 Einwohnern.

## Wirtschaft
Samboal und sein Umland sind traditionell agrarisch orientiert und waren im Mittelalter und der frühen Neuzeit ein Zentrum der Textilherstellung; Kleinhändler, Handwerker und Dienstleister aller Art ließen sich im Ort nieder. Heute spielt neben der Landwirtschaft und dem Weinbau auch der Tourismus – hauptsächlich in Form der Vermietung von Ferienwohnungen (casas rurales) – eine nicht unbedeutende wirtschaftliche Rolle.

## Geschichte
keltische, römische, westgotische und selbst arabisch-maurische Spuren fehlen. Die nachweisliche Geschichte des Ortes beginnt mit der Gründung eines Benediktiner-Priorats im 10. oder 11. Jahrhundert, welches in Abhängigkeit zum ca. 80 km nördlich gelegenen Kloster San Isidro de Dueñas stand.

## Sehenswürdigkeiten

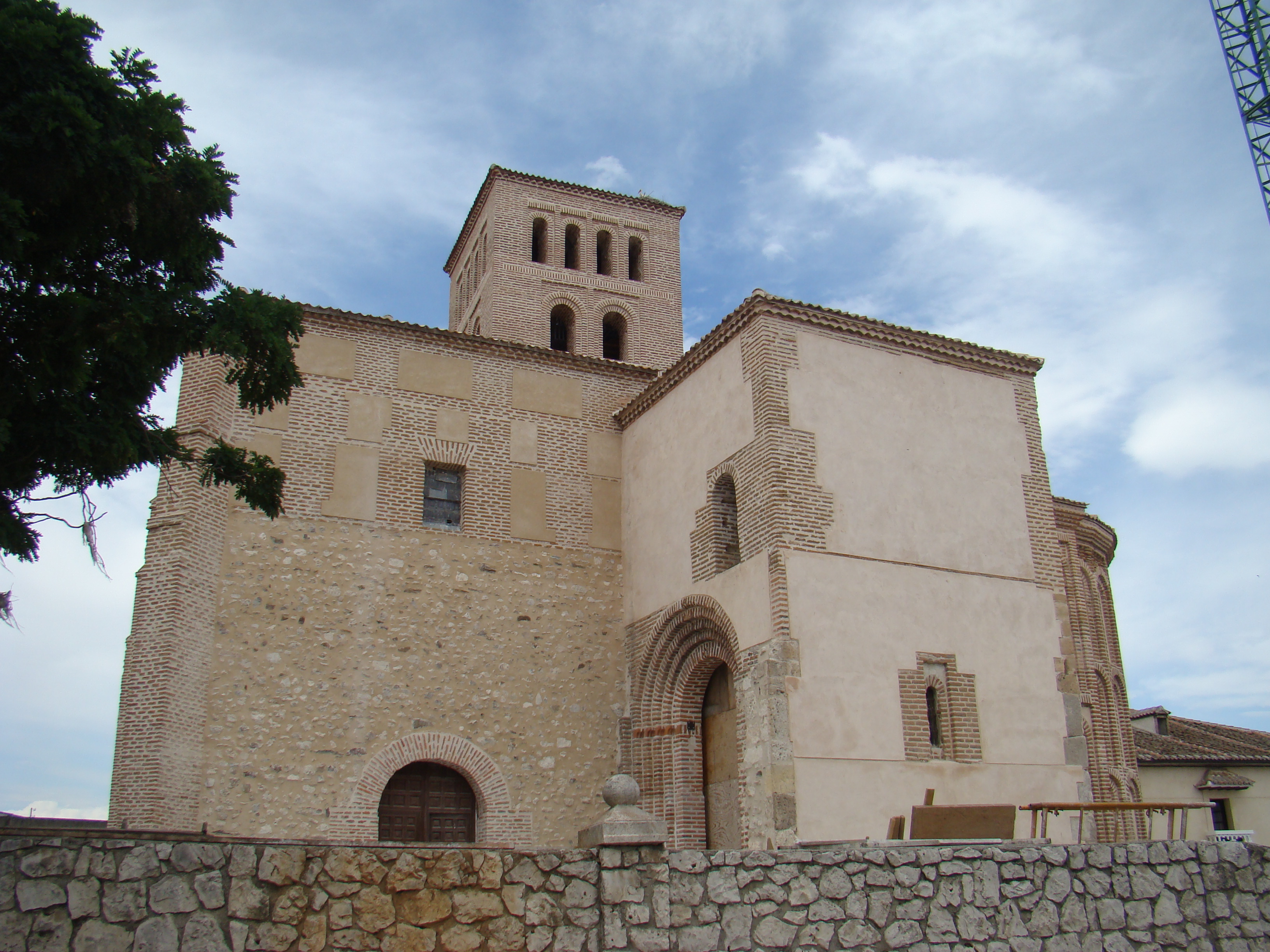
Iglesia de San Boal

- Die im 13. Jahrhundert im Mudéjar-Stil beinahe zur Gänze aus Ziegelsteinen erbaute Iglesia de San Boal ist dem hl. Baudilius von Nîmes geweiht; unter den verputzten Flächen befinden sich Bruchsteine als Füllmaterial. Die Blendarkaden der halbrunden Apsis sind dreigeschossig angeordnet, diejenigen des Vorchorjochs nur zweigeschossig. Beide Bauteile ruhen auf einem Fundament von dicken unbehauenen Steinen. Nach Westen schließt sich ein Querhaus an; das Langhaus der Kirche wurde im 18. Jahrhundert erneuert. Der über der nördlichen Querhauskapelle aufragende Turm und andere Teile der Kirche wurden in den 1990er Jahren restauriert. Das Kircheninnere ist einschiffig und tonnengewölbt; auch hier dominieren Ziegelsteine. Die Kirche bewahrt ein romanisches Taufbecken aus dem Vorgängerbau, aber keine Retabel etc.[4][5]

Umgebung
- Auf einem kleinen Hügel etwa vier Kilometer nordöstlich des Ortes steht die Ermita de San Marcos. Sie verfügt noch über zwei schmucklose romanische Ziegelsteinportale.